# Hidden in the Woods
Hidden in the Woods (En las afueras de la ciudad) è un film del 2012 diretto da Patricio Valladares e sceneggiato da Andrea Cavaletto
Il film è basato su fatti veramente accaduti.

## Trama
Due sorelle, Ana e Anny, sono cresciute in isolamento in una foresta da un padre violento, incestuoso e spacciatore di droga. Una volta adulte, stanche degli abusi, trovano il coraggio di denunciare il padre alla polizia; gli agenti riescono ad arrestare l'uomo che opponendo una feroce resistenza riesce in una sequenza drammatica a uccidere, prima di arrendersi, due agenti con una motosega. Ma per le due ragazze il peggio deve ancora arrivare, infatti dovranno fare i conti con un certo Costello, signore della droga, che ha intenzione di recuperare la preziosa merce fornita al padre delle due ragazze e ben nascosta da quest'ultimo. Per Ana, Anny ed il figlio handicappato che quest'ultima ha avuto col proprio padre comincerà un vero incubo per scappare dalla furia di Costello e per sopravvivere dovranno mettere in atto tutti gli insegnamenti ricevuti loro malgrado dal padre.

## Riconoscimenti
Il film ha vinto il premio giuria (presieduta da Giorgio Faletti) come miglior film nella sezione horror alla rassegna Asti Film Festival del 2012